# Björnstorps slott
Björnstorps slott är ett slott i Gödelövs socken i Lunds kommun. Slottet är i romantisk rokokostil. Det är uppfört 1752 och ändrat på 1860- och 1870-talen. Det är beläget på Romeleåsens västra sluttning tre kilometer norr om Genarp, söder om godsets stationssamhälle Björnstorp.

## Historia
Äldste kände ägaren till Björnstorp var Mikkel Pedersen Gönge, som 1568 fick "kronans torp Björnstrup" i förläning. Därefter ägdes Björnstorp av Beata Mikkelsdatter Gönge, Clara Mostsdatter Gere, Falck Lycke, Lauritz Galtung och Barbara Grabow. Efter 1680 tillhörde Björnstorp, liksom Svenstorp, fru Mette Rosenkrantz till Häckeberga. Genom hennes dotter Mette Sophie Krabbe kom godset till danska statsrådet Johan Monrad, omnämnd som ägare år 1700. 
Snart kom grevinnan Christina Piper i besittning av Björnstorp. Hon fick 1725 behålla det som ersättning för en intecknad skuld. Hon började göra om Björnstorp till en verklig herrgård och uppförde huvudbyggnaden. Hennes dotter Hedvig Maria Sture sålde Björnstorp 1754 till friherre Fredrik Gustav Gyllenkrok på Svenstorp. År 1779 blev Björnstorp fideikommiss, och har sedan dess varit i ätten Gyllenkroks ägo. Sitt nuvarande utseende fick Björnstorp vid en ombyggnad 1868, ledd av Helgo Zettervall.
Björnstorps fideikommiss innehas sedan 2011 av Nils Gyllenkrok efter hans far Thure-Gabriel Gyllenkroks bortgång. Enligt den år 1963 fattade avvecklingslagen skulle då fideikommisset upphöra, men år 2006 fattade regeringen beslut om en förlängning intill dess nuvarande fideikommissarien avlider. År 2023 ansökte Nils Gyllenkrok och dennes son Axel om att fideikommisset skulle få fortsätta. Beslutet avslogs hösten 2024, vilket innebar att fideikommisset kommer att avvecklas vid Nils Gyllenkroks bortgång.